# Roca la Fama

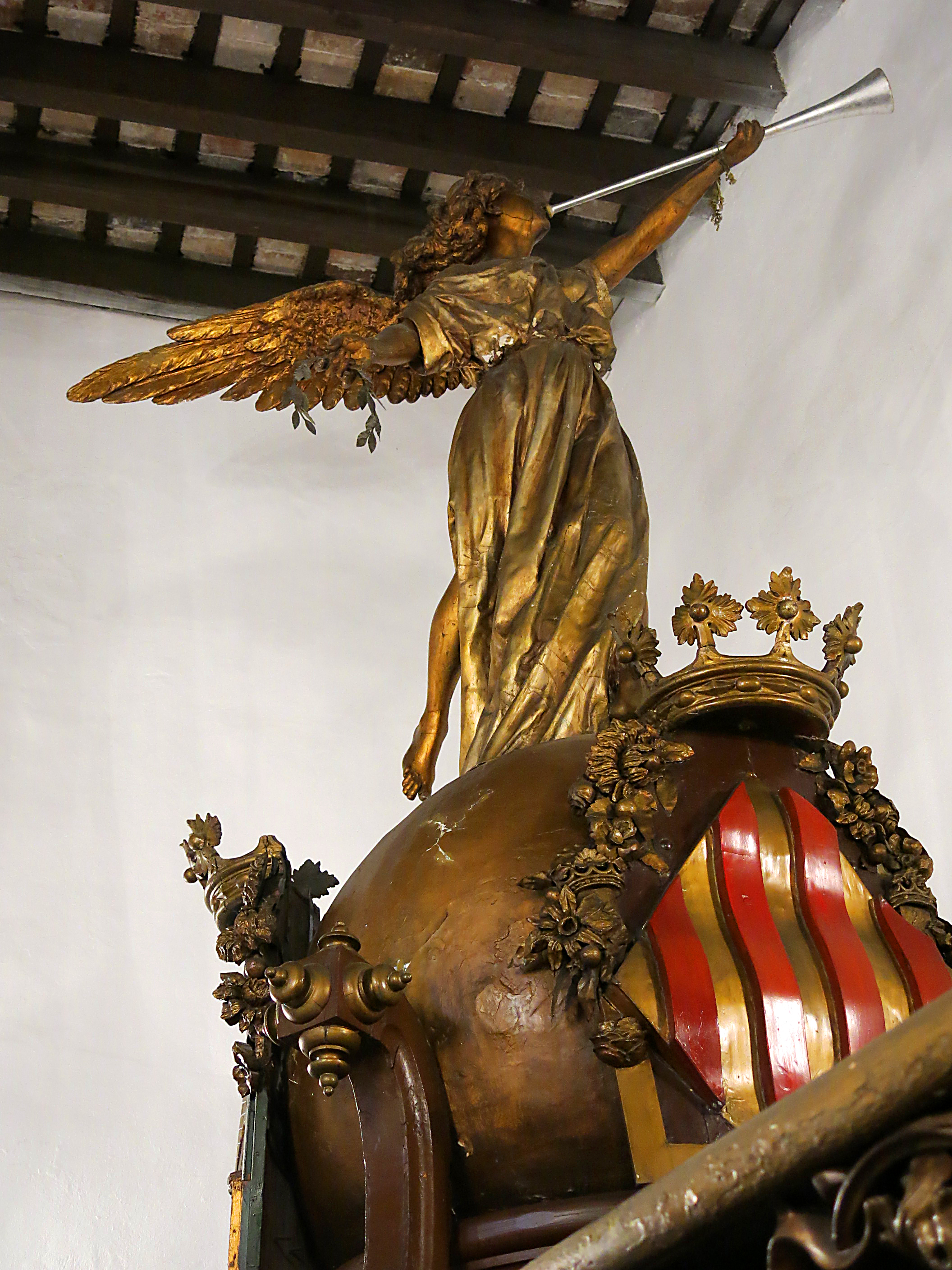
Figura de la Fama

La Roca la Fama és una de les roques de les festivitats del Corpus Christi de la ciutat de València.

## Descripció
El cos principal de la roca el forma una esfera daurada sobre la qual s'alça una figura femenina alada que fa sonar una llarga trompeta. A la ma dreta porta una corona de llorer. Envolten l'esfera els escut de València, Alacant i Castelló de la Plana. Sobre els costats de la roca estan representats l'entrada de Jaume I a València, la del Cid, el Crit del Palleter, i una processó mariana entre muntanyes.
La plataforma de la carrossa porta un doble fons per carregar llast.
És la roca més airosa, tot i que hagué de ser retallada el 1912 pels problemes amb els cables del tramvia.

## Història
Va ser construïda en 1899 per a la Cavalcada de la Fira de Juliol. Es va finançar amb les aportacions de Lo Rat Penat i del Cercle de Belles Arts. Ambdues institucions la regalaren a l'Ajuntament el 1900, institució que la va afegir a les set roques del Corpus que ja hi havia.
L'execució de l'obra va ser responsabilitat de Julio Cebrián Mezquita, pintor professor de l'Escola Superior de Belles Arts de Sant Carles, i hi participaren Alberto Pla Rubió i Pere Ferrer Calatayud, entre d'altres.
A causa de la riuada de 1957, va ser restaurada en 1959 per Lluís Roig d'Alós, restaurador artístic municipal de l'ajuntament de València. Com a resultat dels treballs de restauració de 1959, s'hi trobaren problemes constructius i altres originats per restauracions anteriors. Respecte de la construcció original, Roig critica l'estructura de construcció fragmentada, amb profusió de detalls, talles i relleus. Sobre eixa estructura s'havien realitzat restauracions amb cartró i pasta de farina. La combinació de múltiples peces de fusta amb eixos materials i la posterior inundació i secat, feren malbé moltes parts. Les parts de cartró i pasta foren subsituïdes per altres de fusta, certes parts de fusta -per exemple, els frisos- foren reforçades, i les parts de materials tèxtils en reberen uns de nous, tractats amb coles plàstiques impermeables.